# Arrowtown (ville chinoise de Nouvelle-Zélande)

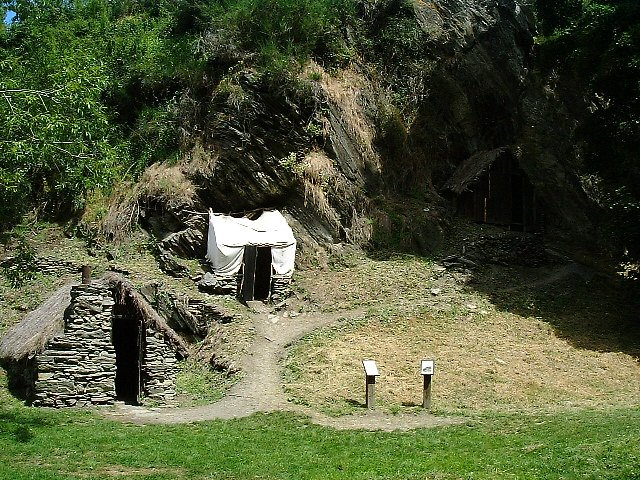
Quelques- unes de cabanes chinoise restaurées

Le  Arrowtown Chinese Settlement  est un village historique, localisé au niveau de la ville d’Arrowtown dans l’Île du Sud de la Nouvelle-Zélande.

## Histoire
Il fut constitué par les personnes de nationalité Chinoises, qui vinrent durant la Ruée vers l'or d'Otago de 1860.
L’installation est parfois considérée comme un ‘village’ et a été restaurée et constitue maintenant une attraction touristique connue.
Il siège tout près de la ville minière d’Arrowtown sur les berges de la « Bush Creek », qui est un affluent de la rivière Arrow.
Ah Lum (en) est un exemple bien connu des mineurs Chinois, qui vivaient dans le secteur.